# Angelina River
Der Angelina River zählt mit rund 193 Kilometer Länge zu den mittellangen Flüssen im US-Bundesstaat Texas und zu den bedeutendsten Flüssen in Osttexas. Als größter Zufluss des Neches River durchquert er sechs Countys. Er entspringt nahe der Ortschaft Laneville im Rusk County, durchquert im Unterlauf das Sam Rayburn Reservoir und mündet  – zusammen mit dem Neches River – knapp 20 Kilometer unterhalb davon in den B. A. Steinhagen Lake, von wo aus der Neches seinen Lauf in südlicher Richtung zur Golfküste fortsetzt. Seine Benennung erfolgte – so die Überlieferung – nach dem Namen einer Hasinai-Indianerin, die von spanischen Missionaren Angelina genannt wurde. 

## Geografie
Quellflüsse des Angelina River sind die beiden Bäche Barnhardt Creek und Shawnee Creek. Sie entspringen unweit der Ortschaft Laneville im Rusk County. Der Fluss verläuft zum größten Teil in südöstlicher Richtung. Er durchquert auf seinem Unterlauf das Sam Rayburn Reservoir, verläuft eine kurze Strecke nach Süden und mündet – zusammen mit dem aus nordwestlicher Richtung zufließenden Neches River – in den B. A. Steinhagen Lake. Das aus Neches und Angelina bestehende Flusssystem ist – nach dem des Sabine River, welches die Grenze zwischen Texas und Louisiana markiert – das östlichste der Fluss-Wasserabfuhrsysteme, welche das texanische Binnenland in den Golf von Mexiko entwässern. Mit einem Abstand von 10 bis 20 Kilometern verlaufen beide Flüsse ungefähr parallel in Richtung Südosten, bis sie sich vor der Einmündung in den B. A. Steinhagen-Stausee vereinigen.
Geografisch-administrativ durchquert der Angelina River sechs texanische Countys. Der Oberlauf liegt im Rusk County. Danach bildet der Fluss die Grenzen zwischen den Countys Cherokee und Nacogdoches, Angelina und Nacogdoches sowie Angelina und San Augustine. Die Mündung in den B. A. Steinhagen Lake befindet sich 19 Kilometer nördlich von Jasper in Jasper County. Das Durchquerungsgelände ist von flachen, sandigen Lehmböden geprägt, der Uferbewuchs von wassertoleranten Harthölzern, Nadelbäumen und Wiesen. Die Flusslandschaft weist die für Osttexas typische üppige Vegetation mit einer starken Bewaldung auf. Das Wasser ist teils tief und langsam abfließend; der Fluss gleicht über weite Strecken einem gewundenen, größeren, durch die Waldlandschaft sich hindurchschlängelndem Bach.
Als landschaftlich reizvoll angesehen wird vor allem der Oberlauf – markiert in etwa von den Überquerungen Farm-to-Market Road 1798 und State Highway 21. Der Mittellauf vom State Highway 21 bis zur Einmündung in das Sam Rayburn Reservoir ist stark bewaldet. Die angrenzende Flusslandschaft dort befindet sich großteils im Besitz großer Holzunternehmen. Der Unterlauf vom Sam Rayburn Reservoir bis zur Einmündung in den deutlich kleineren B. A. Steinhagen-Stausee ist touristisch der Erschlossenste. Aufgrund des nördlich angrenzenden Angelina National Forest ist hier unter anderem auch Infrastruktur für Wassersport-Aktivitäten sowie Camping präsent. Die Flussbreite im letzten Abschnitt variiert zwischen 20 und 40 Metern; die Strömung ist in diesem Abschnitt ebenfalls moderat.

## Geschichte
Die Existenz des Flusses war bereits spanischen und französischen Pionieren, welche die Region auskundschafteten, bekannt. Im ausgehenden 18. Jahrhundert gründeten neuspanische Siedler die ersten festen Ansiedlungen am Flusslauf. Während der mexikanischen Periode in den 1820ern steigerte sich die Ansiedlungsdichte deutlich. Wenige Kilometer vom Flussufer entfernt lag die Provinzkapitale Nacogdoches – eine der ältesten Städte von Texas und die zu jener Zeit bedeutendste Ansiedlung in der osttexanischen Region. 1832 fanden am Flussufer die letzten Ausläufer der Schlacht von Nacogdoches statt – einer bewaffneten Auseinandersetzung zwischen angloamerikanischen Kolonisten und mexikanischen Truppen, deren Ausgang de facto die mexikanische Militärpräsenz in Osttexas beendete. In den 1840er-Jahren wurde das Teilstück zwischen Nacogdoches und dem Ayish Bayou für den Schifffahrtsverkehr erschlossen. Ab 1844 erfolgten erste Versuche, den Angelina River für den Baumwolltransport zu nutzen. 1847 befuhr das erste Dampfschiff den Fluss.
In der Folge wurde der Schifffahrtsverkehr weiter den Neches River hinunter ausgedehnt und ein Handelsnetz bis hin zur Golfküste aufgebaut. Mit dem Bau lokaler Eisenbahnverbindungen in den 1880ern wurde die Schifffahrt mehr und mehr unrentabel. Um 1900 war diese auch technisch kaum mehr möglich. Grund war die extensivere landwirtschaftliche Nutzung sowie die Rodungen im Zug der Holzindustrie, welche sich in Osttexas als wesentlicher Wirtschaftszweig etablierte. Eine Nebenwirkung davon war die Entstehung zahlreicher Sandbänke. Nach dem Zweiten Weltkrieg entstanden die beiden großen Stauseen am Unterlauf des Flusses. Der Bau des B. A. Steinhagen Lake begann im März 1947; die erste Aufstauung erfolgte im Juli 1953. Das Sam Rayburn Reservoir – einer der größten Stauseen in Texas – wurde 1965 fertiggestellt. Beide Wasserreservoirs werden sowohl für den lokalen Wasserkreislauf als auch für Energiegewinnungszwecke genutzt. Die extensive Einbindung der Flusslandschaft in die lokale Wirtschaft führte unter anderem zu ökologisch nachteiligen Nebenwirkungen – Folgen, die teils erst zu Anfang des 21. Jahrhunderts zielgerichteter angegangen wurden.

## Sonstiges
Der Angelina River wird in zwei Country-Liedern namentlich erwähnt. Das erste ist The Rivers of Texas – ein traditionelles Stück, welches die Sängerin Irene Carlisle 1942 aufgegriffen hatte, ihren Aussagen zufolge von einem durchreisenden Arbeiter Anfang der 1920er-Jahre verfasst worden war und das 1984 in der Fassung von Mason Williams einen größeren Bekanntheitsgrad erhielt. Der zweite Song, in dem der Fluss namentlich erwähnt wird, ist Rivertown von Hayes Carll – ein Stück im Singer-Songwriter-Stil, dass Carll 2005 auf seinem Album Little Rock veröffentlichte.